# 九毛九
九毛九國際控股有限公司，簡稱九毛九國際控股、九毛九國際，以及九毛九（英語：Jiumaojiu International Holdings Limited，港交所：9922）是一家中式餐饮连锁经营公司，以「九毛九西北菜」起家，目前已发展出「太二酸菜鱼」「怂重庆火锅厂」等知名餐饮品牌。

## 历史
1995年10月，来自山西太原的集团创始人管毅宏於海南海口开设面馆「山西面王」，2001年4月更名为“山西老面馆”。2003年，进驻广州市场，2005年，将「九毛九」确定为品牌名称，主营西北菜，并将总部转移至广州。
2010年起，转型为以连锁经营为主的餐饮企业，开始向全国市场拓展。2015年7月，子品牌「太二酸菜鱼」成立，以中菜“酸菜鱼”作为主打，定位于年轻消费群体，成为集团发展以来最为成功的餐饮品牌之一。
2016年6月，九毛九向上海证券交易所递交招股书，计划公开发行人民币普通股的数量不超过2500万股，募资约3.13亿元。2018年4月，九毛九主动撤回材料，终止IPO的消息掀起轩然大波，引发众多猜测，当时内部人士回应称因“政策环境不好”。
2019年，重庆火锅品牌「怂重庆火锅厂」、高端粤菜品牌「那未大叔是大厨」相继成立。2019年8月28日，九毛九向香港交易所递交招股书。2020年1月15日於港交所主板上市，全球發售定價為5.5元至6.6港元，發售股份為3.334億股，集資額為22億港元，用作擴展餐廳網絡； 進一步增強餐廳的供應及支持能力並改進集中採購系統；償還部份通過招商銀行股份有限公司香港分行安排的相當於人民幣180.0百萬元的港元銀團貸款融資，及招商銀行股份有限公司廣州分行人民幣9.9百萬元的貸款融資；及營運資金及一般企業用途，而美資基金貝萊德斥2,000萬美元，購入1.77%股份；東方證券旗下基金斥500萬美元購入0.44%股份。

## 旗下品牌

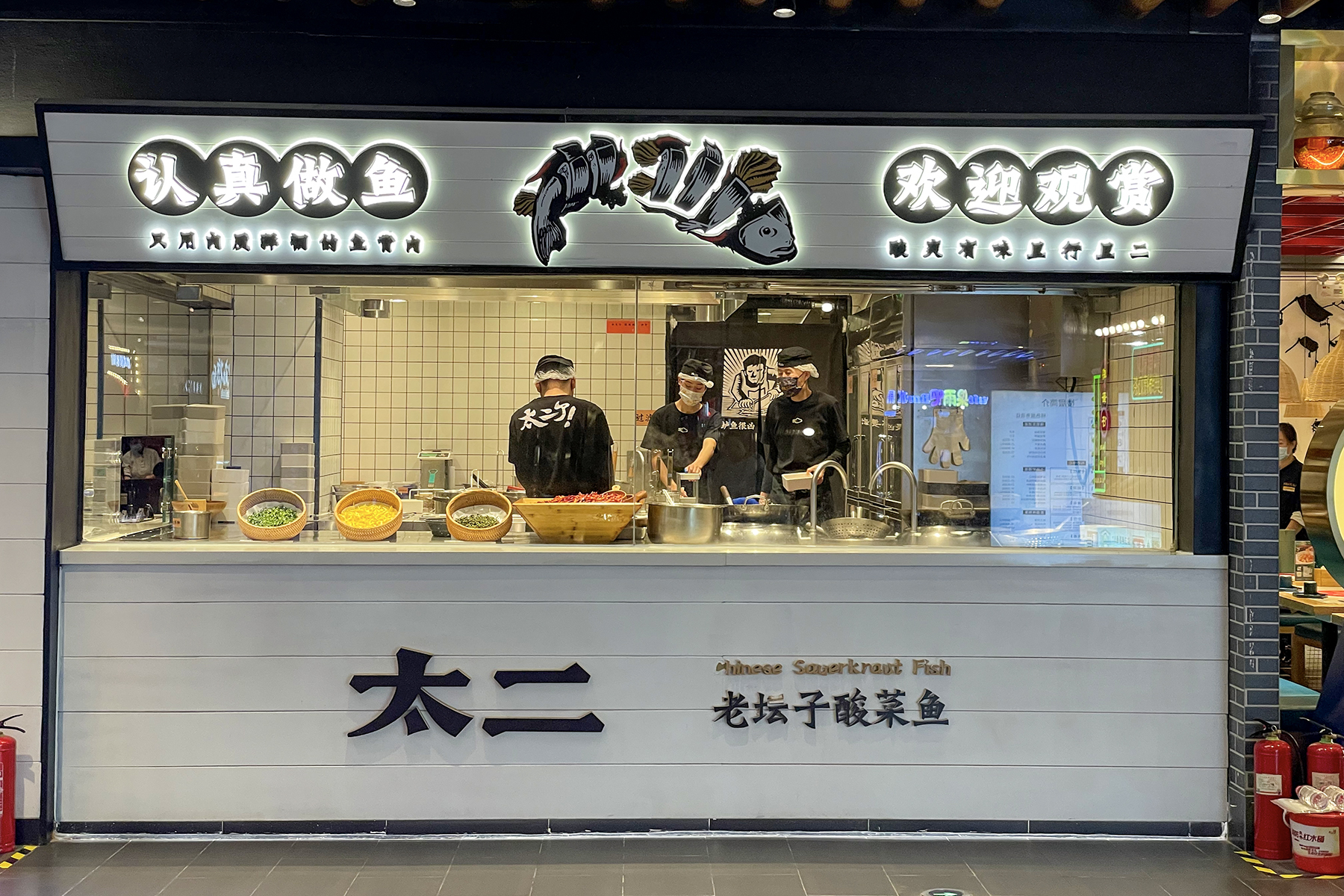
太二酸菜鱼郑州的一家门店

### 现存品牌
- 九毛九西北菜：主营西北菜，以大骨头、老醋鲈鱼、肉夹馍、羊肉串等作为主打产品，口号为“三代人，都喜爱”。
- 太二老坛子酸菜鱼：主营“酸菜鱼”，是中国酸菜鱼行业知名的连锁经营品牌，口号为“酸菜比鱼好吃”。
- 怂火锅：最初为主营成都冷锅串串的“怂现煮串串”，后转型为针对年轻人而设计的重庆火锅品牌“怂重庆火锅厂”，以“你，开心就好”作为理念。
- 赖美丽藤椒烤鱼：烤鱼品牌，卖点为“只用活鱼”。
- 赏鲜悦木：高端牛肉火锅品牌。
- 山外面：主营贵州酸汤火锅。

### 过往品牌
- 「2颗鸡蛋煎饼」：主打传统煎饼果子的改良升级产品。2022年以50.94万元出售80.85%股权[8]。
- 那未大叔是大厨：高端粤菜品牌，2024年4月停运[9]。

## 企业事件
2022年10月3日，九毛九宣布放弃11亿元收购碧桂园旗下广州国际金融城项目26%权益。
2023年10月25日，太二酸菜鱼于10月25日在抖音开设直播，翌日在大众点评上输入“太二酸菜鱼”关键词无法搜索，但搜索“太”、“酸菜鱼”以及“太二”加任何前述之外的组合均可搜到。有消息称，大众点评以“技术原因”为由屏蔽太二的搜索词。28日，太二酸菜鱼在其微博官方账号中发布情况说明，经初步判定，系由于双方在营销和技术接口上存在规则差异导致。而在大众点评上已可正常搜索到“太二酸菜鱼”相关内容。